# Aleksandrów Łódzki
Aleksandrów Łódzki è un comune urbano-rurale polacco del distretto di Zgierz, nel voivodato di Łódź.
Ricopre una superficie di 115,58 km² e nel 2004 contava 25 899 abitanti.